# Aleksandra Owczinnikowa
Aleksandra Jakowlewna Owczinnikowa (ros. Александра Яковлевна Овчинникова, ur. 7 stycznia 1915 w naslegu niurbinskim w obwodzie jakuckim, zm. 8 czerwca 2009 w Jakucku) – radziecka i jakucka polityk i historyk, przewodnicząca Prezydium Rady Najwyższej Jakuckiej ASRR w latach 1963-1979.
1934 ukończyła technikum samochodowe, 1934-1952 mistrz drogowy i członkini nadzoru budowy dróg przy Radzie Komisarzy Ludowych/Radzie Ministrów Jakuckiej ASRR, od 1943 w WKP(b), 1959 ukończyła studia na wydziale historycznym Jakuckiego Uniwersytetu Państwowego. 1963-1979 przewodnicząca Prezydium Rady Najwyższej Jakuckiej ASRR. 1979-1991 pracowała w Instytucie Języka, Literatury i Historii Jakuckiej Filii Syberyjskiego Oddziału Akademii Nauk ZSRR.

## Odznaczenia
- Order Lenina
- Order Czerwonego Sztandaru Pracy
- Order „Znak Honoru” (trzykrotnie)